# Савока

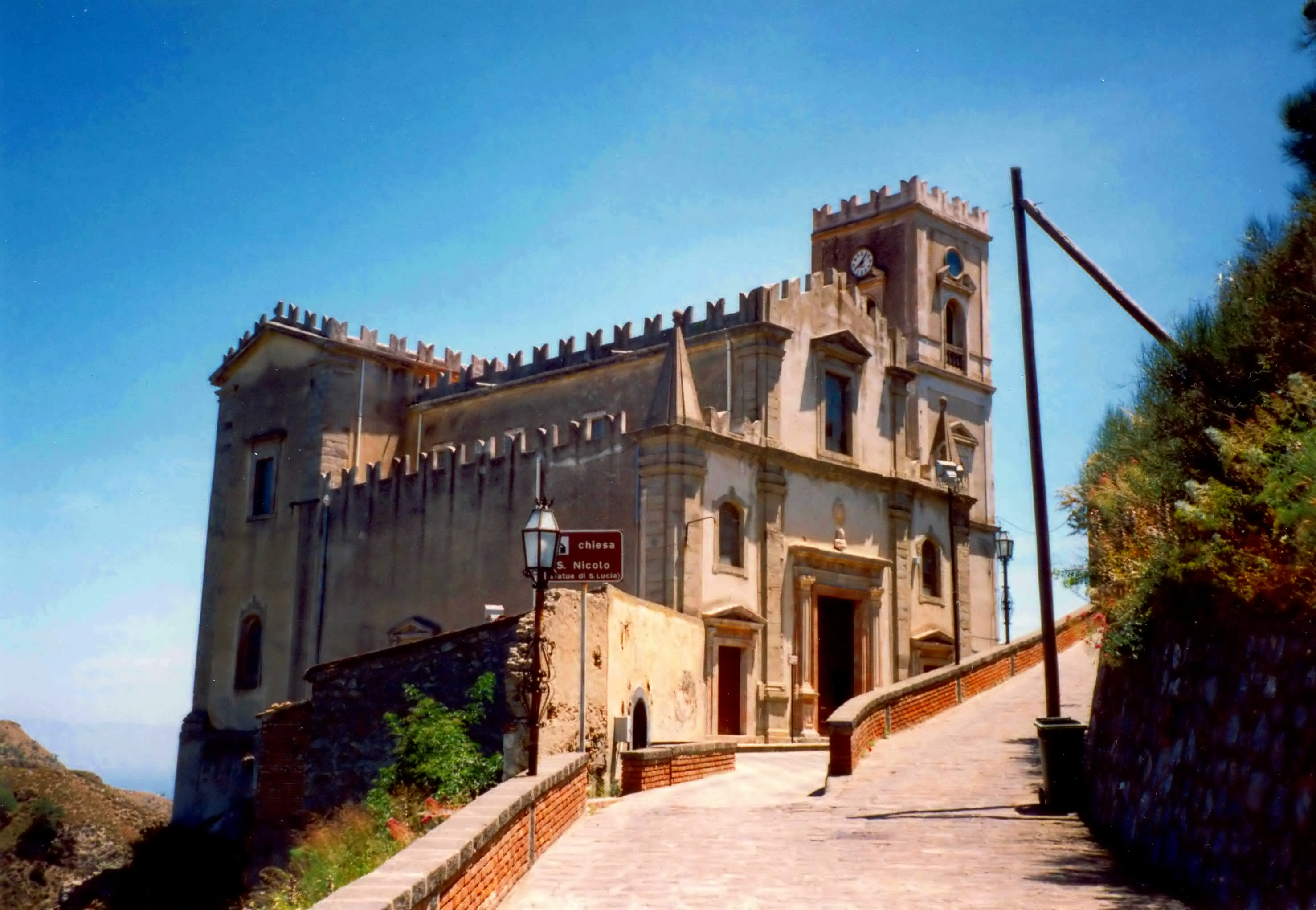
Церква Святого Миколая

Савока (італ. Savoca, сиц. Sàvuca) — муніципалітет в Італії, у регіоні Сицилія,  метрополійне місто Мессіна.
Савока розташована на відстані близько 510 км на південний схід від Рима, 175 км на схід від Палермо, 33 км на південний захід від Мессіни.
Населення — 1746 осіб (2014).
Щорічний фестиваль відбувається 13 грудня. Покровитель — Santa Lucia.

## Галерея зображень

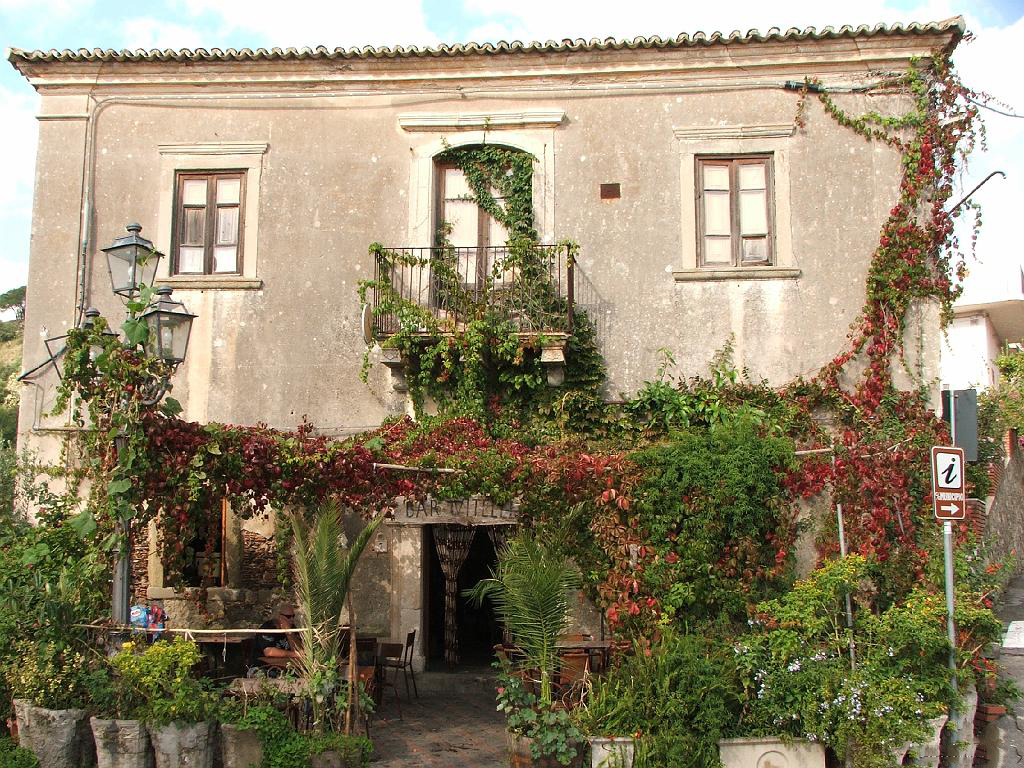

## Демографія
Населення за роками:

Станом на 1 січня 2023 року в муніципалітеті офіційно проживали 83 іноземці з 20 країн, серед них 49 громадян країн Євросоюзу та 4 громадяни України.

## Сусідні муніципалітети
- Казальвеккьо-Сікуло
- Форца-д'Агро
- Фурчі-Сікуло
- Сант'Алессіо-Сікуло
- Санта-Тереза-ді-Рива